# Cephalozia catenulata
Cephalozia catenulata là một loài rêu tản trong họ Cephaloziaceae. Loài này được (Huebener) Lindb. miêu tả khoa học lần đầu tiên năm 1872.

## Hình ảnh

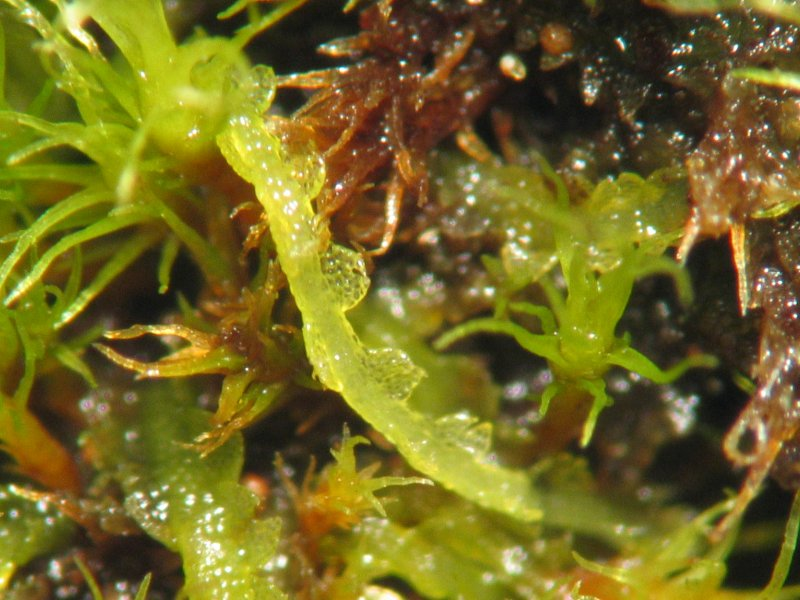
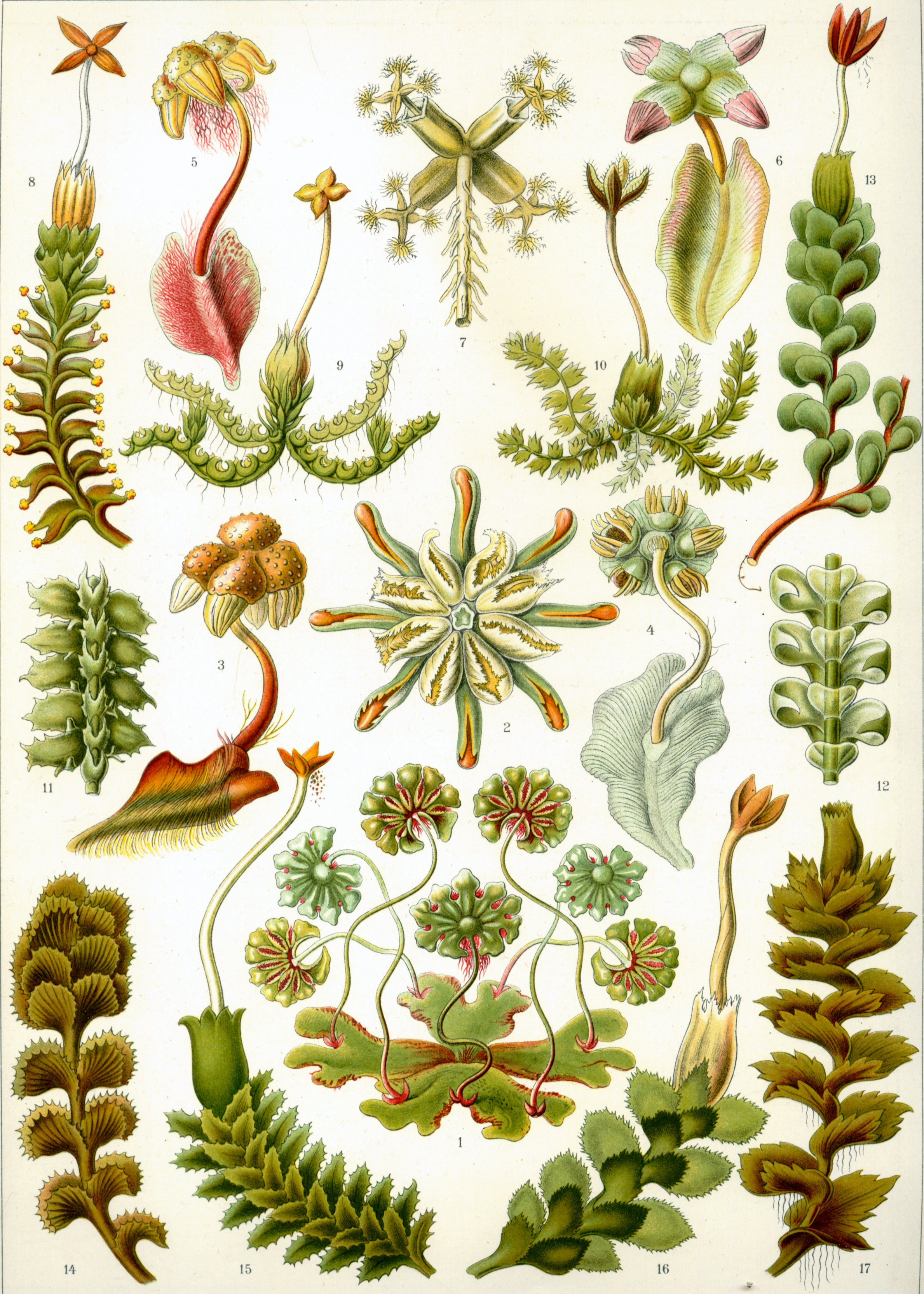